# 韦秀芳
韦秀芳（1978年7月—），女，汉族，安徽临泉人，2002年加入中国共产党，中华人民共和国政治人物。

## 生平
2000年本科毕业于安徽师范大学，2003年于安徽师范大学获硕士学位，随后进入芜湖市委办公室工作。历任芜湖市委办公室秘书一科副主任科员、秘书二科副科长。2007年调任共青团芜湖市委员会副书记、党组成员。2008年当选芜湖市政协常务委员。2009年6月，任鸠江区委常委、区政府副区长。2011年4月，任弋江区委常委、区政府副区长。
2012年5月，任共青团芜湖市委书记、党组书记。2015年，任芜湖县委副书记、代县长、县长。2020年4月，任芜湖县委书记。
2021年9月，升任芜湖市委常委、宣传部部长，后同时担任芜湖市委政法委书记职务。2024年9月，任芜湖市委常委，市政府副市长、党组副书记。
是安徽省第十三届人民代表大会代表和芜湖市第十七届人民代表大会代表。